# Faraony
Le Faraony est un fleuve du versant est de Madagascar. Il prend source dans la partie est du district de Lalangina, traverse les districts d'Ikongo et de Manakara, puis se jette dans l'Océan Indien.